# Varennes-sous-Dun
Varennes-sous-Dun är en kommun i departementet Saône-et-Loire i regionen Bourgogne-Franche-Comté i östra Frankrike. Kommunen ligger i kantonen La Clayette som tillhör arrondissementet Charolles. År 2022 hade Varennes-sous-Dun 525 invånare.

## Befolkningsutveckling
Antalet invånare i kommunen Varennes-sous-Dun
| Referens: INSEE |